# Lea Lu
Lea Lu (* 1984 in Zürich; eigentlich Lea Dudzik) ist eine Schweizer Sängerin und Songwriterin.

## Leben
Lea Dudzik, die polnische, spanische und französische Wurzeln hat, wuchs in Zürich auf. Im Alter von fünf Jahren begann sie Geige zu spielen. Später lernte sie Gesang, Klavier und Gitarre. Sie ist seit Geburt Synästhetikerin: sie nimmt Töne, Laute und Zahlen zugleich als Farben wahr.
2002 stiess sie während ihrer Ausbildung im Realgymnasium Rämibühl als Leadsängerin zur Jazzpop-Band Nexus. Mit dieser begann sie 2004 erstmals auch eigene Stücke zu schreiben. Die Band gewann in der Folge den Nachwuchspreis beim Young Lions Swiss Jazz Festival und trat 2004 am Montreux Jazz Festival auf. Seit 2005 studiert Lea Dudzik an der Hochschule Luzern Jazz, Gesang und Klavier.
Im Juli 2007 trat Lea Dudzik unter dem Künstlernamen Lea Lu im Seebad Enge in Zürich erstmals solo auf; die NZZ am Sonntag schrieb darüber: „Musik wie am letzten Sommerabend barfuss am Strand entlanggehen“. Danach folgten weitere Auftritte auch über den Grossraum Zürich hinaus wie beispielsweise am Festival da Jazz St. Moritz.

## Werke
2008 brachte sie ihre EP Hawaii mit 2 Tracks heraus. Im Herbst 2009 erschien bei Sony Music ihr erstes Album Dots and Lines.
2011 folgte das zweite Album Colour inkl. der Single Stay With Me – ebenfalls bei Sony Music.